# Alexander Schur
Alexander Schur (* 23. Juli 1971 in Frankfurt am Main) ist ein ehemaliger deutscher Fußballspieler und heutiger -trainer. Er spielte im defensiven Mittelfeld.

## Spielerkarriere
In der Jugend spielte Schur seit 1977 beim VfR Bockenheim. Er wechselte 1988 zu Rot-Weiss Frankfurt in die Oberliga Hessen. Insgesamt spielte er dort sechs Jahre und wurde in der Saison 1989/90 Oberligameister sowie 1989 und 1992 Hessenpokalsieger. Nach einer Saison beim Lokalrivalen FSV Frankfurt (25 Spiele) kam Schur 1995 – entdeckt von Charly Körbel – zur Eintracht in die 2. Bundesliga, wobei er zunächst nur für die Amateurmannschaft spielte.
Schur spielte von 1996 bis 2006 bei Eintracht Frankfurt, für die er in insgesamt 251 Pflichtspielen 23 Tore erzielte. Aufgrund seines Kampfgeistes und seiner Vereinstreue avancierte er dort zum Publikumsliebling. Ein Höhepunkt seiner Karriere war sein Kopfballtreffer zum 6:3 gegen den SSV Reutlingen 05 in der letzten Minute der Nachspielzeit, der im letzten Spiel der Zweitliga-Saison 2002/03 den Aufstieg in die erste Bundesliga ermöglichte.
Schur war über mehrere Jahre Kapitän der Eintracht. Seit dem 22. Mai 2004 hat er auch seinen eigenen Fan-Club, den „EFC oldSCHURhand“.
Nach dem Ende seiner Profilaufbahn im Sommer 2006 ließ er seine Karriere bei den Sportfreunden Seligenstadt in der Bezirksoberliga Frankfurt-Ost ausklingen. Nach der Saison 2006/07, die mit dem Aufstieg endete, beendete Schur seine Karriere endgültig.

## Trainerkarriere
Die Saison 2007/08 begann er als Co-Trainer der A-Jugend der Frankfurter Eintracht, rückte aber im Dezember 2007 zum Co-Trainer der zweiten Mannschaft auf. Im Sommer 2009 übernahm Schur als Trainer die B-Jugend der Eintracht, mit der er in der Saison 2009/10 Deutscher Meister wurde. Auch in der Saison 2010/11 trainierte Schur die U17 von Eintracht Frankfurt. Anfang Januar 2011 übernahm er den Posten des U-19-Trainers. Seit der Saison 2012/13 trainierte er bis 2013/14 die zweite Mannschaft von Frankfurt. In der Saison 2015/16 wurde er von Armin Veh in den Trainerstab der Profi-Mannschaft berufen.
Von 2014 bis 2018 war er erneut Trainer der U19 der Eintracht.

## Ehrungen
Seit dem 23. Januar 2013 ziert ein Abbild von Alexander Schur eine der zwölf „Säulen der Eintracht“ in der U-Bahn-Station Willy-Brandt-Platz in Frankfurt.

## Sonstiges
Seit 2008 betrieb Schur eine Fußballschule in Hofheim am Taunus, deren Arbeit mittlerweile eingestellt wurde. Er ist gelernter Bankkaufmann.